# Какабадзе, Поликарп Малхазович
Поликарп Малхазович Какабадзе (груз. პოლიკარპე კაკაბაძე; 23 февраля [7 марта] 1895, Кухи, Кутаисская губерния, Российская империя — 17 октября 1972, Тбилиси, Грузинская ССР, СССР) — грузинский советский драматург.

## Биография
Поликарп Какабадзе родился 23 февраля (7 марта) 1895 года в селе Кухи близ города Кутаиси в крестьянской семье.
В 1911 году окончил Батумскую мужскую гимназию.
Свою творческую деятельность начал в 1918 году и сразу же проявил себя как тонкий психолог и знаток быта крестьян, мастер диалогов.
В своих первых произведениях — пьесах «Три девы» и «Перед рассветом» он мастерски создал образ обездоленного грузинского крестьянина.
В 1929 году Котэ Марджанишвили поставил пьесу Какабадзе «Кваркваре Тутабери» во 2-м государственном драматическом театре в Кутаиси и после этого к Какабадзе пришла известность.

## Пьесы
- «На перекрёстке» поставлена в Баку на грузинской сцене в 1918 году
- «Три девы» («Три девицы»)
- «Перед рассветом»
- «Узники Лиссабона» (пост. 1925)
- «Кваркваре Тутабери» (пост. 1928)
- «Свадьба в колхозе» (1937)
- «Меч Кахабера»
- «Вахтанг I»
- «Баграт VII»